# 默罕默德·拉斐
默罕默德·拉斐（英語：Mohammed Rafi；1924年12月24日—1980年7月31日）是一位印度最受欢迎的印地语电影歌手。他的多才多艺使他成為印度最受歡迎的藝人。在1950年至1970年之间,拉菲是最受欢迎的歌手的印地语电影产业。他收到六个印度電影觀眾獎和一个国家电影奖。1967年,他被授予由印度政府莲花士勋章。